# マリベル・ビンソン
マリベル・ヤークサ・ビンソン＝オーウェン（Maribel Yerxa Vinson-Owen、1911年10月12日 - 1961年2月15日）は、アメリカマサチューセッツ州ウィンチェスター (マサチューセッツ州)出身の女性フィギュアスケート選手でのちにコーチ。1932年レークプラシッドオリンピック女子シングル銅メダリスト。ペアでのパートナーはジョージ・ヒルなど。

## 経歴
1928年サンモリッツオリンピックの女子シングルに出場し4位。同年の世界フィギュアスケート選手権では2位となる。
1932年レークプラシッドオリンピックの女子シングルで銅メダルを獲得した。
1936年ガルミッシュパルテンキルヒェンオリンピックには女子シングルとペアで出場。女子シングルでは5位となり、ジョージ・ヒルと組んだペアでも5位となる。翌シーズンをもって現役を引退した。
引退後はコーチとなり、テンリー・オルブライトやフランク・キャロルらを指導した。
コーチの傍ら、私生活では1938年にカナダのフィギュアスケーターだったガイ・オーウェンと結婚。1952年に夫に先立たれるものの、マリベル、ローレンスの二女をもうけ、それぞれフィギュアスケーターとして育て上げた。
1961年2月15日、チェコスロバキアで開かれる予定であった世界フィギュアスケート選手権のアメリカ代表チームコーチとして向かう途中、ブリュッセル上空で搭乗した飛行機が墜落し死亡した（サベナ航空548便墜落事故）。この機にはペア代表となったマリベル、女子シングル代表となったローレンスも搭乗し、更にはアメリカ代表チームに選ばれた選りすぐりの選手やコーチ陣が犠牲となっている。このため、チェコスロバキア（当時）のプラハで開催予定だった1961年の世界フィギュア選手権は中止となった（翌1962年に中止されたプラハで世界フィギュア選手権を開催）。
2002年世界フィギュアスケート殿堂入り。

## 主な戦績

### 女子シングル
| 大会/年      | 25-26 | 26-27 | 27-28 | 28-29 | 29-30 | 30-31 | 31-32 | 32-33 | 33-34 | 34-35 | 35-36 | 36-37 |
| ------------ | ----- | ----- | ----- | ----- | ----- | ----- | ----- | ----- | ----- | ----- | ----- | ----- |
| オリンピック |       |       | 4     |       |       |       | 3     |       |       |       | 5     |       |
| 世界選手権   |       |       | 2     |       | 3     | 4     | 4     |       | 5     |       |       |       |
| 欧州選手権   |       |       |       |       |       |       |       |       | 3     |       |       |       |
| 全米選手権   | 3     | 2     | 1     | 1     | 1     | 1     | 1     | 1     |       | 1     | 1     | 1     |

### ペア
| 大会/年      | 27-28 | 28-29 | 29-30 | 30-31 | 31-32 | 32-33 | 33-34 | 34-35 | 35-36 | 36-37 |
| ------------ | ----- | ----- | ----- | ----- | ----- | ----- | ----- | ----- | ----- | ----- |
| オリンピック |       |       |       |       |       |       |       |       | 5     |       |
| 世界選手権   |       |       |       | 5     |       |       |       |       | 5     |       |
| 全米選手権   | 1     | 1     | 2     | 2     | 2     | 1     |       | 1     | 1     | 1     |

1928-29年まではソーントン・クーリッジとのペア
1929-30年以降はジョージ・ヒルとのペア。